# Michle
Michle – część Pragi leżąca w dzielnicy Praga 4, na południe oo centrum miasta. W 2006 zamieszkiwało ją 20 559 mieszkańców.